# Ernesto Mallo
Pour les articles homonymes, voir Mallo.
Ernesto Mallo, né le 16 août 1948 à La Plata, dans la province de Buenos Aires, en Argentine, est un écrivain, journaliste et dramaturge argentin, auteur de roman policier.

## Biographie
Né dans une famille pauvre, il doit abandonner ses études à l'âge de six ans. Autodidacte, il exerce plusieurs métiers, comme chauffeur de taxi, artisan hippie et directeur de théâtre, avant de s'intéresser au journalisme. Il devient bientôt rédacteur et est l'un des membres de l’équipe fondateur de FM Tango. Réalisateur et présentateur d'une émission radiophonique, il collabore également à d'autres émissions sur la radio nationale argentine.
Après s'être intéressé au théâtre dans les années 1970, il se lance dans le roman policier en 2006 avec L'Aiguille dans la botte de foin (La aguja en el pajar) qui reçoit la Première Mention du Prix Clarín du roman.
Militant de la gauche révolutionnaire, membre de l'organisation des Montoneros, sous la dictature de Jorge Rafael Videla, il publie en 2011 El Policía Descalzo de la Plaza San Martín, un roman en partie autobiographique qui se fonde sur son expérience pendant ses années d'engagement politique.

## Œuvre

### Romans
- La aguja en el pajar (2006) - Première Mention du Prix Clarín du roman 2006 Publié en français sous le titre L'Aiguille dans la botte de foin, traduit par Olivier Hamilton, Paris, Payot et Rivages, coll. « Rivages/Noir » no 745, 2009, 256 p.  (ISBN 978-2-7436-2000-4)
- Delincuente argentino (2007) Publié en français sous le titre Un voyou argentin, traduit par Olivier Hamilton, Paris, Payot et Rivages, coll. « Rivages/Noir » no 860, 2012  (ISBN 978-2-7436-2323-4)
- El Relicario (2010)
- Crimen en el Barrio del Once (2011)
- El Policía Descalzo de la Plaza San Martín (2011)
- Los Hombres te han hecho mal (2012) Publié en français sous le titre Les hommes t'ont fait du mal, traduit par Olivier Hamilton, Paris, Payot et Rivages, coll. « Rivages/Noir » no 965, 2014  (ISBN 978-2-7436-2881-9)

### Recueil de contes
- Bautizo y otros cuentos (1974)

### Pièces de théâtre
- La vacuna (1973)
- Siete cuadros (1977)
- Qué mambo el de Colón (1982)

### Essais
- Ferrum Cien Años (2011)
- Buenos Aires Street Art (2011)